# Wyżega (Szczytno)
Wyżega (deutsch Wyseggo, 1928 bis 1945 Klein Wilhelmsthal) ist ein kleiner Ort in der polnischen Woiwodschaft Ermland-Masuren und gehört zur Gmina Szczytno (Landgemeinde Ortelsburg) im Powiat Szczycieński (Kreis Ortelsburg).

## Geographische Lage
Wyżega liegt in der südlichen Mitte der Woiwodschaft Ermland-Masuren, 13 Kilometer südöstlich der Kreisstadt Szczytno (deutsch Ortelsburg).

## Geschichte
Das kleine Gut Wyseggo entstand am 23. April  1813. Im Jahre 1905 zählte der nunmehr Wysegga genannte Ort 18 Einwohner in zwei Wohngebäuden. Bis 1945 war er ein Wohnplatz innerhalb der Gemeinde Gawrzialken (1928 bis 1945 Wilhelmsthal, polnisch Gawrzyjałki) im ostpreußischen Kreis Ortelsburg und erhielt – nach Umbenennung der Muttergemeinde – den Namen „Klein Wilhelmsthal“. Der Hof Klein Wilhelmsthal wurde zuletzt von Friedrich Sontowski bewirtschaftet.
Seit 1945 ist der kleine Ort eine Wohnsiedlung (polnisch Osada) am äußersten Ortsrand des Dorfs Gawrzyjałki und gehört somit zur Landgemeinde Szczytno (Ortelsburg) im Powiat Szczycieński (Kreis Ortelsburg), bis 1998 der Woiwodschaft Olsztyn, seither der Woiwodschaft Ermland-Masuren zugehörig.

## Kirche
Evangelischerseits war Wyseggo bzw. Klein Wilhelmsthal bis 1945 in die Kirche Gawrzialken in der Kirchenprovinz Ostpreußen der Kirche der Altpreußischen Union, katholischerseits in die Kirche Lipowitz (193 bis 1945 Lindenort, polnisch Lipowiec) im Bistum Ermland eingepfarrt. Heute gehört Wyżega katholischerseits zu Gawrzyjałki, das jetzt dem Erzbistum Ermland zugeordnet ist, evangelischerseits zur Kirche Szczytno in der Diözese Masuren der Evangelisch-Augsburgischen Kirche in Polen.

## Verkehr
Wyżega ist von der polnischen Landesstraße 53 (ehemalige deutsche Reichsstraße 134) im Abzweig Jeruty (Groß Jerutten) auf einer Nebenstraße nach Gawrzyjałki (Gawrzialken, 1928 bis 1945 Wilhelmsthal) zu erreichen. Eine Anbindung an den Bahnverkehr besteht nicht.